# یارا سوفیا
یارا سوفیا (به انگلیسی: Yara Sofia) (زاده ۸ مهٔ ۱۹۸۴ )با نام اصلیگابریل بورگوس اورتیز (به انگلیسی: Gabriel Burgos Ortiz) زن‌پوش، شخصیت تلویزیونی، چهره‌پرداز حرفه‌ای پورتوریکویی است.